# Cristóbal Rivera Hormigo
Cristóbal Rivera Hormigo (Setenil de las Bodegas, Cádiz, 9 de septiembre de 1956) es un político español, alcalde de Setenil de las Bodegas desde 1983 a 2015, diputado provincial, delegado del Área de Función Pública y Recursos Humanos, portavoz del Grupo Socialista y miembro del Consejo Social de la Universidad de Cádiz. Por último es licenciado en derecho por la UNED.

## Etapa como alcalde
Durante su etapa en la alcaldía, Cristóbal Rivera propuso la construcción de un polígono industrial para Setenil de las Bodegas, impulsando proyectos como la rehabilitación de la carretera que la une con El Gastor y promoviendo la restauración de las murallas medievales de su pueblo.